# Heliolonche defasciata
Heliolonche defasciata là một loài bướm đêm trong họ Noctuidae.